# El marido perfecto
El marido perfecto (The Perfect Husband) es una película de 1993 coproducción entre España, Argentina, Reino Unido y Eslovaquia. protagonizada por Tim Roth, Peter Firth, Ana Belén y Aitana Sánchez Gijón.

## Argumento
Praga, principios del siglo XX. Dos antiguos amigos se vuelven a encontrar después de muchos años sin verse. Milan (Tim Roth) le pregunta a Franz (Peter Firth) por su esposa Teresa/Natasha (Ana Belén) y este le cuenta que ha muerto hace años y que está en la ciudad con su hija Klara (Aitana Sánchez Gijón).
El seductor Milan comienza a recordar cuando Franz le presentó a su bella esposa, y cómo iniciaron una tormentosa relación.

## Recaudación en taquilla
- Número de Espectadores: 32378[cita requerida]
- Recaudo en taquilla: 82301,51 euros[cita requerida]

## Actores y personajes
- Tim Roth: Milan
- Peter Firth: Franz
- Ana Belén: Teresa/Natasha
- Aitana Sánchez Gijón: Klara